# Football Club Baden
Maillots
Actualités
Le FC Baden 1897 (aussi appelé FC Baden) est un club de football basé à Baden en Suisse et fondé en 1897. Il évolue en Promotion League depuis 2024. 

## Histoire
Les employés anglais de Brown Boveri & Cie AG (aujourd'hui Asea Brown Boveri) se sont impliqués pour la première fois dans ce sport, qui était nouveau en Suisse, à Baden en 1897. Malgré d'énormes difficultés à susciter l'intérêt et à trouver des partisans, le jeune club a mené un combat courageux. Au début, il n'avait pas de structure solide, mais cela a changé en 1905. À cette époque, Baden jouait dans le groupe "Suisse centrale" et était ensuite divisé dans le groupe "Suisse orientale". Les onze premiers ont remporté le championnat B en 1907 et ont atteint ce qui était alors la ligue la plus élevée, la Serie A. C'était à l'époque le plus gros succès de la jeune histoire du FC Baden.
Cependant, l'équipe a maintenant de gros problèmes à s'affirmer et subit de nombreuses défaites. Après une longue lutte jusqu'à la saison 1917/18, la relégation ne pouvait plus être évitée. Les choses ont ensuite connu des hauts et des bas au FC Baden, jusqu'à ce que la saison 1923/24 apporte quelque chose de spécial. 13 matchs ont été gagnés et seulement deux perdus. Le FC Baden s'était battu pour 26 points. Malheureusement, ils ont perdu 12 points dans l'affaire Flury. Flury était un athlète inéligible avec de fausses informations.
En 1949, une nouvelle époque de club a commencé, puisque le FC Baden a pu atteindre la 1ère ligue de troisième classe. Le 29 mai 1949, le FC Baden se qualifie comme champion de groupe pour les matchs de promotion. Lors du match décisif contre le FC Breitenbach, le 26 juin 1949, l'équipe marque le but décisif dans la dernière seconde et se hisse ainsi en 1ère ligue. Un an plus tard, le club atteint les quarts de finale de la Coupe de Suisse, mais subit une défaite face au Servette. Après 15 ans en première division, le FC Baden est représenté pour la première fois en Ligue nationale B le 11 juin 1964. Il a remporté le match décisif contre le SC Burgdorf 3-1 à Olten. Il avait tenté le coup deux ans plus tôt, mais avait fini par échouer 3-1 face au FC Cantonal Neuchâtel. En 1979 et 1982, il a pu s'y placer deux fois de plus. Lors du premier match de championnat de la nouvelle Ligue nationale B, le club a été rapidement ramené sur le terrain en s'inclinant 7:1 face au SC Brühl St. Gallen. L'équipe du FC Baden a du mal à rester en Ligue nationale B et doit finalement être reléguée en Ligue 1 en 1969. Même avec la deuxième tentative en 1979, le club n'a pas pu rester longtemps dans la Ligue nationale B, ce n'est qu'avec la troisième tentative en 1982 que le FC Baden a réussi.
Au cours de la saison 1985/86 est venu le plus grand succès actuel du club. Le 20 juin 1985, le FC Baden bat le FC Martigny-Sports 4-1 en finale du tour de promotion et est promu dans la plus haute division de Suisse, la Ligue nationale A. Pendant une saison, le club a joué dans la Ligue nationale A, mais ensuite, après de nombreux matchs perdus, a dû être relégué.
Le FC Baden est l'un des clubs formateurs les plus engagés de la vallée de la Limmat. L'équipe première masculine est dirigée par Ranko Jakovljevic. Depuis la saison 2005/06, il a toujours joué dans les premiers rangs de la 1ère division.

## Le stade de Scharten
En 1922, le terrain de football Scharten a été acheté. Le FC Baden n'avait jamais eu son propre terrain auparavant, et à l'époque c'était encore une affaire très coûteuse. Mais l'écart a pris de la valeur, ce qui a poussé certains à vouloir revendre le lieu. En 1928, la convention des aînés, composée de membres honoraires, de président et de membres importants, est fondée, qui décide de tous les changements. Fritz Voser, président de la convention, était contre l'idée de vendre le terrain de football, ce qui signifiait que personne ne pouvait y toucher. En 1988, après la vente du Scharten et l'installation du nouveau stade Esp, la convention a été dissoute.
Le FC Baden a dû attendre longtemps pour une tribune, des vestiaires et des douches avant que le moment ne soit enfin venu en 1950. Grâce au 50e anniversaire du club, le coûteux projet a pu être pris en charge par la commission des finances et de la construction nouvellement créée grâce à de nombreux dons.
L'inauguration de l'installation de jeux nocturnes sur le Scharten a été, parallèlement à l'achat du terrain en 1922 et à l'inauguration de la tribune en 1949, une autre étape importante dans l'histoire du FC Baden. En 1958, le moment était venu, le FC Baden avait désormais également la possibilité de jouer le soir, ce qui était très pratique pour le club de football en pleine croissance. 1 500 spectateurs sont venus à l'inauguration pour voir un match contre le FC Zurich.

## Le stade ESP
Il y a longtemps qu'il y a une grave pénurie de terrains de jeux à Baden. En outre, la commune de Wettingen a également utilisé le Scharten à plusieurs fins. Le FC Baden avait un besoin urgent de plus d'espace, ce qui a conduit à la recherche d'un nouveau terrain d'entraînement. Le 4 décembre 1975, le conseil d'administration annonça que Wettingen avait signé le contrat d'achat et que le terrain de football de Scharten était ainsi vendu. Le prix de vente était fixé à 1'935'790 Fr., mais le FC Baden avait encore le droit d'usage jusqu'à ce que la commune de Wettingen le revendique. La ville de Baden a pensé très tôt à réaliser une installation sportive et a ainsi acquis, dans les années 1960, un terrain de 7 hectares sur la commune de Fislisbach. 
Malheureusement, une solution acceptable n'a pu être trouvée qu'après de longues et intensives négociations sur l'utilisation et le zonage de la zone. Le 24 mai 1984, le conseil des habitants approuve un prêt de projet de 120 000 CHF pour l'installation sportive de l'Esp et un an plus tard un prêt de construction de 6 186 millions de CHF. Le 30 juin 1985, les électeurs approuvent également le projet à une nette majorité. Bien. Désormais, plus rien ne s'oppose à ce que le FC Baden construise son propre stade. Une fois terminé, l'association a enfin eu assez d'espace pour imprimer ; également une grande tribune, des vestiaires, des débarras et bien plus encore. La cérémonie d'ouverture a eu lieu les 11 et 12 juin 1988.
Depuis le 14 juin 2008, jour des 20 ans du Stadion Esp, le Stadion Esp dispose d'un espace VIP (appelé le salon RGBW). Il a été construit pour avoir de meilleures opportunités d'hospitaliser les sponsors et disposer de salles de réunion supplémentaires. Trois ans plus tard, le 3 septembre 2011, la cérémonie d'ouverture du nouveau gazon artificiel a eu lieu. Il permet à ce jour au FC Baden de s'entraîner toute l'année et de disputer 50 matches amicaux en hiver.

## Les plus gros succès
Les plus grands succès du FC Baden sont (non exhaustif) : 
- Promotion en première division le 26 juin 1949 / Victoire face au FC Breitenbach 1-0
- Promotion en Ligue Nationale B le 11 juin 1964 / Victoire face au SC Burgdorf 3:1
- Promu en Ligue Nationale A le 20 juin 1985 / Victoire 4-1 face au FC Martigny-Sports
- Promu en Challenge League, le 27 mai 2023

## Joueurs célèbres
- Daniel Gygax
- Vedad Ibišević
- Alan Brazil
- Silvan Widmer (joue au FSV Mayence et évolue en équipe de Suisse depuis 2014)
- Marco Thaler (joue au FC Aarau)

## Parcours
- 1909 - 1914 : Serie A
- 1916 - 1917 : Serie A
- 1964 - 1969 : Ligue Nationale B
- 1979 - 1980 : Ligue Nationale B
- 1982 - 1985 : Ligue Nationale B
- 1985 - 1986 : Ligue Nationale A
- 1986 - 2006 : Ligue Nationale B/Challenge League
- 2006 - 2012 : 1re Ligue
- 2012 - 2022 : 1re Ligue
- 2022 - 2023 : Promotion League
- 2023 - 2024 : Challenge League
- 2024 -  : Promotion League

## Association de supporters
En raison du succès grandissant en 1951 (promotion du FC Baden en 1ère ligue), les ressources financières se font de plus en plus rares. L'opération de jeu ne pouvait guère être refusée et un entraîneur était nécessaire de toute urgence.
Avec la création de l'association des supporters, ils voulaient soutenir financièrement le FC Baden. L'impulsion en est venue du pharmacien badois de l'époque, Heinz Hemmi. Après un examen approfondi de la question, MM. Heinz Hemmi, Willi Fischer et Fritz Minder ont convoqué une réunion de fondation le 5 octobre 1951. Une vingtaine d'hommes se présentent alors prêts à aider le FC Baden.
En 2016, l'association des supporters du FC Baden comptait près de 150 membres.